# Vườn quốc gia Cheile Nerei-Beușnița
Vườn quốc gia Cheile Nerei-Beușnița (tiếng Romania: Parcul Naţional Cheile Nerei-Beușniţa) là một vườn quốc gia tại Rumani, thuộc hạt Caraș-Severin. Vườn quốc gia là một trong bảy kỳ quan tự nhiên của Rumani và cũng là một phần của Di sản thế giới Các khu rừng sồi nguyên sinh trên dãy Carpath và các khu vực khác của châu Âu được mở rộng thêm vào năm 2017.

## Mô tả
Vườn quốc gia nằm ở ranh giới phía tây nam của Rumani, phía nam dãy núi Anina (thuộc dãy núi Banat) thuộc hạt Caraş-Severin, giữa sông Nera và thượng nguồn sông Beu. Vườn quốc gia này có diện tích 36.758 ha được tuyên bố là một khu bảo tồn thiên nhiên vào năm 2000 đại diện cho cảnh quan đồi núi bao gồm các hẻm núi, hang động, khe nứt, thung lũng, thác nước cùng hệ động thực vật quý hiếm đặc hữu.
Vườn quốc gia mang khí hậu ôn đới lục địa với mua đông ôn hòa, mùa hè ấm áp, biên độ dao động nhiệt độ thấp, lượng mưa phong phú do ảnh hưởng từ Địa Trung Hải.

## Động thực vật

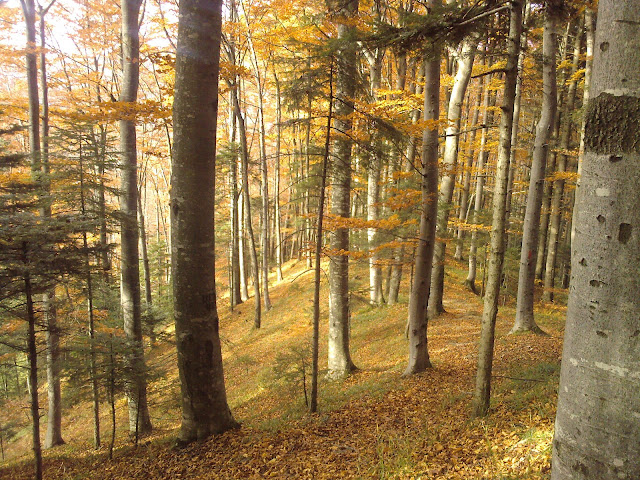
Rừng hỗn giao.

Hệ thực vật đa dạng của châu Âu, Trung Âu, châu Âu-Áref>(tiếng România) natura2000.mmediu.ro - Cheile Nerei - Beuşniţa Lưu trữ ngày 29 tháng 12 năm 2015 tại Wayback Machine; retrieved on ngày 5 tháng 6 năm 2012</ref> bao gồm các loài cây, cây bụi bao gồm Sồi châu Âu, Carpinus betulus, Dẻ gai châu Âu, Ô liu, Sồi Thổ Nhĩ Kỳ, Sồi Cornish, Thanh tùng châu Âu, Sủi châu Âu, Tần bì Nam Âu, Phỉ Thổ Nhĩ Kỳ, Cotinus coggygria, Giác mộc, Syringa vulgaris.
Ngoài ra là các loài cây cỏ bao gồm Phong lan, Bối mẫu, Lanh, Asplenium ceterach, Cephalaria, Lan khỉ, Gymnadenia conopsea, Corydalis, Crocus flavus.
Động vật bao gồm các loài động vật có vú như: gấu nâu, Hươu nai, Sói xám, Rái cá thường, Linh miêu, Mèo rừng, Chồn thông châu Âu, Lửng châu Âu, Chuột chù lùn, Dơi. Các loài chim gồm Đại bàng vàng, Ưng Đông Âu, Bồng chanh, Cú đại bàng Á Âu, Cú Ural, Sẻ đất Châu Âu, Sả châu Âu... cùng rất nhiều các loài cá, bò sát, lưỡng cư.